# Prasangika
La Prasangika è una scuola filosofica del Buddismo Madhyamika che ritiene l'apagoge (prasanga), l'unico metodo valido per dimostrare la natura delle due verità in un dibattito.

## Storia
La scuola della Prasangika è stata dominante nel Buddismo tibetano a partire dalla seconda disseminazione, e la maggior parte degli scritti che la riguardano sono disponibili solo in lingua Tibetana.
Nonostante generalmente venga riconosciuto come fondatore della scuola il maestro Candrakīrti, in realtà il primo ad abbracciare completamente il metodo sillogistico nei suoi insegnamenti, anche se in maniera limitata, fu Buddhapalita, uno degli studenti Shantarakshita.

## Il dibattito Prasangika - Svatantrika
Il dibattito fra la scuola Prasangika e quella Svatantrika include una componente tecnica oltre a implicazioni metafisiche. Mentre la scuola Prasangika ritiene che l'unico metodo valido per dimostrare le due verità sia quello della prasanga, la Svatantrika sostiene che un logico Buddhista non si deve limitare a dimostrare la falsità delle tesi dell'avversario, ma deve anche portare dei motivi concreti per dimostrare la bontà delle sue tesi.

## Visione filosofica
Nella scuola filosofica Prasangika, la più sottile di tutto il Sutrayana, è negato un "Dio creatore" (come in ogni tipo di visione Buddhista) ed è negata una esistenza inerente dal lato della base di imputazione che nel caso, per esempio, di un vaso, sarebbe costituito da una presunta "vasità" la quale dovrebbe fungere da valida base sulla quale poter imputare il nome "vaso"; questo è un particolare della visione Madhyamaka Svatantrika ed è negato dalla Scuola Prasangika che si oppone con argomentazioni valide ad una qualsiasi esistenza intrinseca che possa caratterizzare la base di imputazione del supposto "vaso".
Di seguito si riporta un'esposizione della visione dell'interdipendenza che porta a comprendere e realizzare la vacuità di esistenza inerente.

### La visione dell'interdipendenza
È interessante evidenziare il fatto che nel Dharma è negato un "Dio" proprio come è negata una causa unica creatrice di molti risultati: tante cause e condizioni producono un singolo risultato come nel caso classico del germoglio: il germoglio è il risultato della causa seme e delle condizioni quali: il terreno adatto, la sufficiente quantità d'acqua, il materiale fertilizzante, il sole, la luna e la temperatura adatta. Si può obiettare che insieme si ha anche il guadagno del contadino, ma il guadagno del contadino dipende avendo quale causa il germoglio e quali condizioni le precedenti quindi il risultato rimane in effetti uno solo mentre le cause e condizioni rimangono innumerevoli.
Un "Dio" non crea niente, anzi, non c'è proprio neanche un "Dio": la causa non è permanente, una causa permanente non produrrebbe niente in quanto la causa non esiste al tempo del risultato come nel caso del seme e del germoglio. Il seme, supposta causa del germoglio, non ne è la causa al tempo della sua propria esistenza poiché il germoglio non è ancora da essa prodotto; al tempo del germoglio il seme non esiste più quindi, non esistendo, non può essere causa di niente e neanche causa il germoglio nel momento in cui si realizza la produzione del germoglio cioè la causa e il risultato non sono coincidenti in uno stesso istante il che significa che non possono essere simultanei perché se lo fossero avrebbero esistenze separate come il cibo e il piatto su cui esso è posato: uno non sarebbe causa dell'esistenza dell'altro e così essendo il seme non sarebbe causa del germoglio perché il germoglio avrebbe una sua esistenza separatamente dal seme e indipendentemente da esso.
Poiché il seme non è veramente la causa del germoglio è logico pensare che il germoglio non sia il risultato del seme tuttavia, a livello della realtà convenzionale del prodursi dei fenomeni in accordo alla "legge" di causa-effetto, il germoglio non nasce senza causa, per puro caso, né nasce da ciò che è altro dal germoglio e qua si dovrebbe parlare con precisione dei quattro estremi o delle quattro visioni estreme che nel Buddismo Madhyamaka Prasangika sono negate: che qualcosa possa nascere da sé, da altro, da sé e altro insieme e in assenza di sé e altro quindi senza causa; nessuna di queste quattro visioni estreme è corretta, ognuna per specifici motivi e la consequenzialità è spiegata in accordo alla visione della produzione dipendente quale modo effettivo tramite il quale si producono i fenomeni.
I Tre "Fattori" in base ai quali si ha la produzione dei fenomeni sono
1. Cause e condizioni
2. Parti
3. Imputazione nominale

e in questo modo si esclude la produzione da sé/Sé e da altro/Altro con le loro combinazioni.
Un "Dio" non esiste in quanto i fenomeni dipendono da innumerevoli cause e condizioni etc., non esistono da soli, non vengono "creati" da chiccessia e messi là per poi essere "goduti" dalle persone: senza la "Imputazione nominale/designazione concettuale" nessun fenomeno è tale; senza una mente che imputi un nome su una base di imputazione costituita da un insieme di cause-condizioni e parti nessun fenomeno è tale come una tazza non esiste naturalmente come "tazza" di per sé, in assenza di una mente che imputi il nome "tazza": con tale argomentazione, la quale dimostra incontrovertibilmente la realtà della produzione dipendente nel modo in cui è stata esposta, la concezione, falsa, di un "Dio" che crea le cose è eliminata.